# Pequizeiro
Pequizeiro este un oraș în Tocantins (TO), Brazilia.